# Tears...
《Tears…》는 플라워의 1집 정규 음반이다. 이 앨범의 타이틀곡인 〈눈물〉에서는 도입부에 헨델의 오페라 《리날도》 아리아 가운데 하나인 〈울게 하소서〉의 노래 가사를 삽입해 큰 화제를 모았다.

## 수록곡
전체 편곡: 김우디, 고성진
| #            | 제목                                          | 작사           | 작곡           | 재생 시간 |
| ------------ | --------------------------------------------- | -------------- | -------------- | --------- |
| 1.           | 〈힘겨워 하는 아이들을 위하여〉 (with 서영은) | 이상명         | 김우디         | 4:16      |
| 2.           | 〈눈물〉                                      | 이상명         | 김우디, 고성진 | 4:48      |
| 3.           | 〈후회〉                                      | 김우디         | 김우디         | 4:17      |
| 4.           | 〈어린시절〉                                  | 하해룡         | 김우디         | 3:44      |
| 5.           | 〈Good-bye〉                                  | 하해룡         | 고성진         | 4:05      |
| 6.           | 〈Season〉 (with 김희성)                      | 김희성         | 고성진         | 4:31      |
| 7.           | 〈後에〉                                      | 김희성         | 김우디         | 3:32      |
| 8.           | 〈Let's Go〉                                  | 하해룡         | 고성진         | 4:34      |
| 9.           | 〈未完의 꿈〉                                 | 김희성, 이상명 | 고성진         | 3:57      |
| 10.          | 〈절망〉                                      | 하해룡         | 고성진         | 4:29      |
| 11.          | 〈저버린 약속들〉 (with 김정민)               | 김우디         | 김우디         | 4:37      |
| 12.          | 〈힘겨워 하는 아이들을 위하여〉 (Together)    | 이상명         | 김우디         | 4:21      |
| 총 재생 시간 | 총 재생 시간                                  | 총 재생 시간   | 총 재생 시간   | 51:11     |